# Horthy család
A Horthy család eredetét hitelt érdemlően csak a 17. század elejéig lehetett visszavezetni.
A nagybányai Horthy család a 19. században a Szabolcs megyei Ramocsaházán élt, s szabolcsi földjeik mellett Szolnok vármegyében, Tiszaroffon és Kenderesen is rendelkeztek birtokkal. Horthy Miklós apja, Horthy István viszont 1857-ben már Kenderesen letelepült birtokosként vette feleségül dévaványai Halassy Paulát, Kenderes egyik legnagyobb földbirtokosának, Halassy Józsefnek a lányát. Ma is áll az egykori neobarokk családi kastély, s itt temették újra 1993-ban az egykori magyar kormányzót, Horthy Miklóst, aki Portugáliában halt meg száműzetésben.

## Ismert családtagok

Horthy István tábornok (1858–1937)
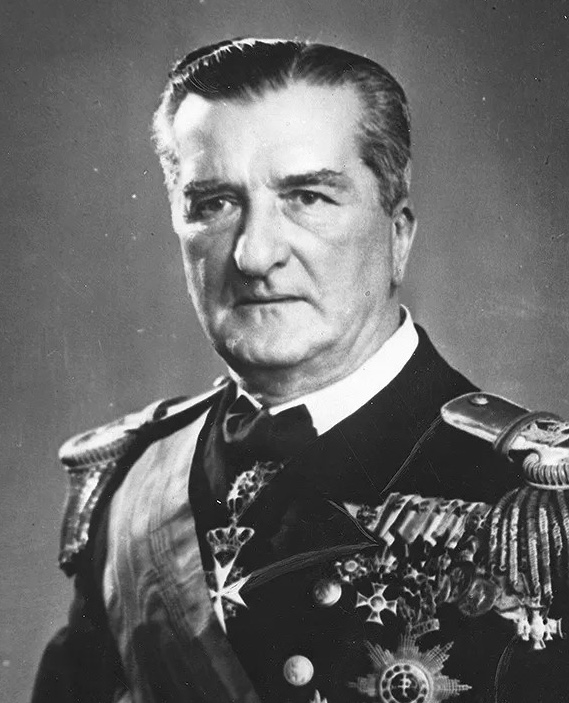
Horthy Miklós kormányzó (1868–1957)
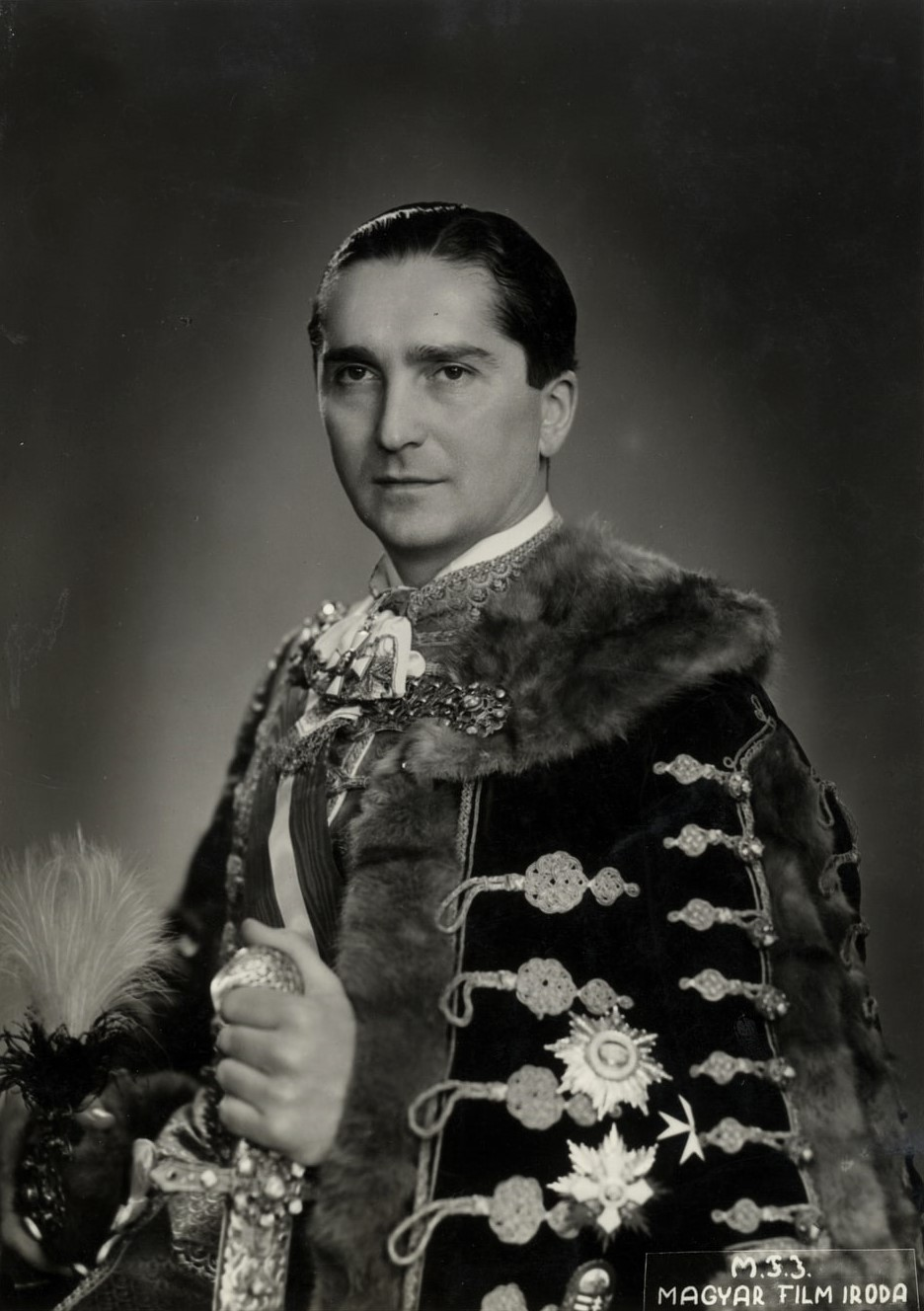
Horthy István kormányzóhelyettes (1904–1942)
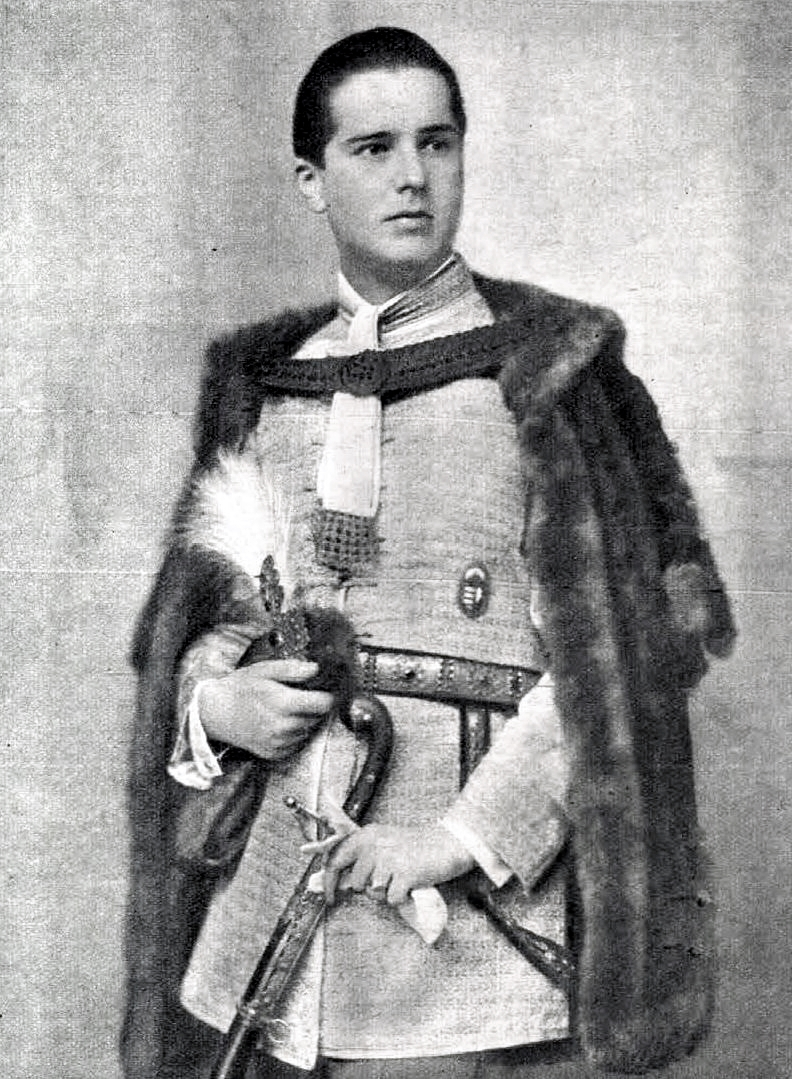
Horthy Miklós (1907–1993)

## Az eddig ismert családfa
Nagybányai Horthy?
- A1 István Nagybányai Horthy, neje: Szigeth Berencsy Zsófia
  - B1 István, (1630–1689); neje: Julianna
    - C1 István, (*1655); neje: ?
      - D1 László, (*1706); neje: Szunyoghy Szunyogh Klára
        - E1 László, (1748–1776 előtt); 1.neje: ismeretlen; 2.neje: ismeretlen; 3.neje: ismeretlen
          - F1 Sámuel (2. házasságból)
          - F2 László; (3. házasságból) 1.neje: Szolnoky Jármy Anna (+1797), 2.neje: Újhelyi Polixene
            - G1 Julianna, (1. házasságból), (+fiatalon)
            - G2 Ilona, (1. házasságból), (+fiatalon)
            - G3 Terézia (1. házasságból)
            - G4 István, (1. házasságból), (1795. december 2. – 1857. július 17.); neje: (1827. június 4.) Bizáky Puky Amália
              - H1 Amália, (1829. március 13. – 1881. július 28.); férje: Draskóczy Dolinay Károly
              - H2 István, (Ramocsaháza, 1830. február 13. – Kenderes, 1904. június 24.); neje: (Kenderes, 1857. október 30.) dévaványai Halassy Paula (*Kenderes, 1839. március 18. – Kenderes, 1895. február 26.)
                - I1 István, (Kenderes, 1858. december 21. – Budapest, 1937. szeptember 22.; neje: (1891. május 12.) Katymáry Borsody Latinovics Margit (1866. február 21. – 1926)
                - I2 Zoltán, (*1860) neje: (1903) Eiler Hermina
                  - J1 Márta, (*1905)

                - I3 Paula, (1863. december 22. – 1906); férje: (1882. július 15.) Poroszlóy Graefl Jenő (*1853. november 17.)
                - I4 Miklós Nagybányay Horthy, Magyarország kormányzója (1920–1944), (Kenderes, 1868. június 18. – Estoril, 1957. február 9.); neje: (Arad, 1901. július 22.) jószáshelyi Purgly Magdolna (Sofronya, 1881. június 10. – Lisszabon, 1959. január 8.)
                  - J1 Magdolna, (Póla, 1902. június 5. – 1918)
                  - J2 Paula, (Póla, 1903. augusztus 11. – Budapest, 1940. június 26.); 1.férje: (Budapest, 1922. április 3.) (elvált) Fáj Fáy László (*1894. december 5.); 2.férje: (Budapest, 1930. november 14.) Nagykárolyi Károlyi Gyula gróf (1907. május 12. – 1942. szeptember 2.)
                  - J3 István, Magyarország alkormányzója (1942), (Póla, 1904. december 9. – Alekszejevka, 1942. augusztus 20.); neje: (Budapest, 1940. április 27.) Edelsheim-Gyulai Ilona grófnő (Budapest, 1918. január 14. – Lewes, 2013. április 18.)
                    - K1 István, (*Budapest, 1941. január 17.); neje: (London, 1960. szeptember 17.) Henrietta Josephine Chamberlain (*London, 1932. július 15.)
                      - L1 Leonhard István, (*London, 1961. szeptember 1.) az Egyesült Államokban él.
                      - L2 Ilona Linda, (*London, 1963. augusztus 4.) Új-Zélandon él.
                      - L3 Henry, (*London, 1965. július 29.) Ausztráliában él.
                      - L4 Marianne, (*London, 1967. július 14.) Ausztráliában él.
                      - L5 Stuart, (*London, 1971. június 28.) 4 lánya van, Angliában él.

                  - J4 Miklós, (Póla, 1907. február 14. – Lisszabon, 1993. március 28.); 1.neje: (Budapest, 1926. augusztus 4.) (elvált 1930) Nagykárolyi Károlyi Consuela grófnő (1905. április 10. – 1976. április 21.); 2.neje: Helen Lindsay-Lewis (*1916. február 14.)
                    - K1 Zsófia, (1. házasságból), (*Budapest, 1928. május 23. - Genf, 2004. február 24.); 1. férje: Henry Freytag (*1913. december 25.); 2. férje: Charles Filliettaz (*1909. január 10.)
                    - K2 Nicolette, (1. házasságból), (*Kenderes, 1929. augusztus 4. - Bécs, 1990. október 10.); férje: (Lebring, 1958. május 19.) Georg Frhr Bachofen von Echt

                - I5 Erzsébet, (Kenderes, 1871. október 3. – Keszthely, 1955. március 13.; 1.férje: (Kenderes, 1894. október 16.) Pécsújfalui Péchy György (Sárközújlak, 1866. október 30. – Budapest, 1909. november 7.); 2. férje: (Bécs, 1916. január 25.) Arthur Czernin von Dirkenau (Graz, 1880. november 19. – Bécs, 1941. május 27.)
                - I6 Szabolcs, (1873. január 28. – 1914. november 28.)
                - I7 Jenő, (1874–1876)
                - I8 Jenő, (Kenderes, 1877. január 8. – Lausanne, 1953. november 20.); neje: (Bonyha, 1906. október 20.) Bethleni Bethlen Róza grófnő (Bonyha, 1882. szeptember 4. – Hátszeg, 1955. április 29.)

              - H3 Jolán vagy Jolanda,[4] (1832. május 3. – 1890. január 17.); férje: (1855. szeptember 20.) nagysarlói Magyary-Kossa István (1823–1894)
                - I1 István, neje: Uray Etelka bárónő
                - I2 Béla, kamarás, neje: Neitzenstein Pia Margit bárónő
                  - J1 István, Reitzenstein, neje: váraji Návay Alice

                - I3 Géza, kamarás
                - I4 Pál
                - I5 Ödön

            - G5 László (1. házasságból)
            - G6 Sándor, (2. házasságból) (*1802. május 27.); neje: Guthy Anna
              - H1 Gyula, (1827–1893); neje: Komlóssy Ilona
                - I1 Ilona, (1854–1901); férje: Buzinkay Gábor
                - I2 Mária, (1865–1903)
                - I3 Erzsébet, (1867. augusztus 8.– 1950. október 24.); férje: Palóczy Horváth Lajos
                - I4 Gyula, (*1873) neje:  Bay Ida

              - H2 László, (1830–1889); neje: Kölcsey Róza (eltemetve Beregszász, Kárpátalja)
                - I1 Margit, (*186?); férje: Buttkay Ferenc
                - I2 Sarolta
                - I3 Béla, (*1873)
                - I4 István, (*1880)
                - I5 Jolán

              - H3 Pál, (1832–1883); neje: Bay Katalin (eltemetve Beregszász, Kárpátalja)
                - I1 Katalin; férje: Matavonszky Béla
                - I2 Emma; férje:  Székely Kálmán
                - I3 Irén
                - I4 Sándor, (*1878)
                - I5 Judit; férje: Palóczy Horváth Miklós

              - H4 Elek, (*1840)
              - H5 Vilmos, (*1842. szeptember 8.); neje: (1867. szeptember 1.) Bizáky Puky Mária

            - G7 Ágnes, (*1868. május 25.); férje: (1891. június 2.) Szentpály Béni

  - B2 János
  - B3 Lőrinc
  - B4 András
- A2 János